# Talisia chartacea
Talisia chartacea är en kinesträdsväxtart som beskrevs av P. Acevedo-rodriguez. Talisia chartacea ingår i släktet Talisia och familjen kinesträdsväxter. Inga underarter finns listade i Catalogue of Life.